# Andrew Ellison
Andrew Ellison (* 1812 in West Union, Adams County, Ohio; † um 1860) war ein US-amerikanischer Politiker. Zwischen 1853 und 1855 vertrat er den Bundesstaat Ohio im US-Repräsentantenhaus.

## Werdegang
Weder das genaue Geburtsdatum noch das Sterbedatum von Andrew Ellison sind überliefert. Er besuchte zunächst die öffentlichen Schulen seiner Heimat. Nach einem anschließenden Jurastudium und seiner 1835 erfolgten Zulassung als Rechtsanwalt begann er in Georgetown in diesem Beruf zu arbeiten. Zwischen 1840 und 1843 war er Staatsanwalt im Brown County. Gleichzeitig schlug er als Mitglied der Demokratischen Partei eine politische Laufbahn ein. Im Jahr 1846 saß er als Abgeordneter im Repräsentantenhaus von Ohio.
Bei den Kongresswahlen des Jahres 1852 wurde Ellison im sechsten Wahlbezirk von Ohio in das US-Repräsentantenhaus in Washington, D.C. gewählt, wo er am 4. März 1853 die Nachfolge von Frederick Green antrat. Da er im Jahr 1854 nicht bestätigt wurde, konnte er bis zum 3. März 1855 nur eine Legislaturperiode im Kongress absolvieren. Diese war von den Ereignissen im Vorfeld des Bürgerkrieges geprägt. Nach dem Ende seiner Zeit im US-Repräsentantenhaus praktizierte Ellison wieder als Anwalt.